# Tapeinosperma pseudojambosa
Tapeinosperma pseudojambosa är en viveväxtart som först beskrevs av Ferdinand von Mueller, och fick sitt nu gällande namn av Carl Christian Mez. Tapeinosperma pseudojambosa ingår i släktet Tapeinosperma och familjen viveväxter. Inga underarter finns listade i Catalogue of Life.